# ビジョン・フォー・スペース・エクスプロレーション
ビジョン・フォー・スペース・エクスプロレーション（英: Vision for Space Exploration:VSE）は、2004年1月14日に当時のジョージ・W・ブッシュ大統領により発表された、アメリカ合衆国の宇宙探査計画。
2010年6月にバラク・オバマ政権の宇宙政策によって方針変更が行われた。

## 概要
発表された宇宙探査計画ビジョン:

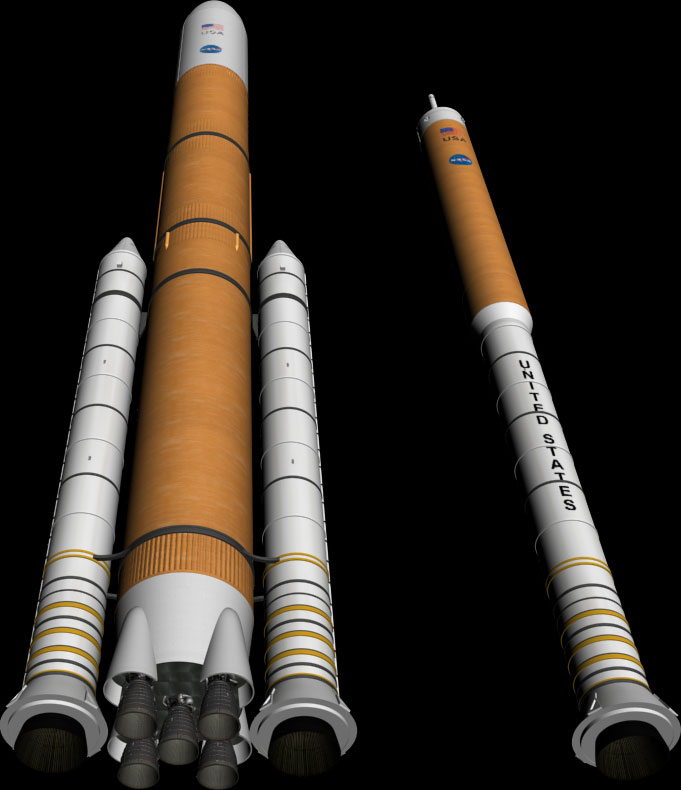
月往還のために計画された2種類のロケット、 アレスV (左) アレスI (右)

VSEにおけるNASAの予算計画

- 国際宇宙ステーション（ISS）の2010年までの完成
- スペースシャトル計画の2010年までの終了
- オリオンの2008年までの開発、2014年までの初の有人宇宙飛行計画
- シャトル派生型ロケット、すなわちアレスロケットの開発
- 2008年までの無人探査機による月探査、2020年までの有人探査
- 火星、その他の天体への無人・有人探査

## 批判
2009年2月、バズ・オルドリンとエアロスペーステクノロジーワーキンググループは、VSE の貧弱な計画性を批判し、修正或いは中止を主張するレポートを発表。

## 参照
1. ↑  http://www.spaceref.com/news/viewsr.html?pid=30702